# Demain est encore loin
Demain est encore loin est un roman de l'écrivain franco-camerounais Victor Bouadjio. Paru en 1989 aux éditions Balland, l'œuvre reçoit le Grand Prix littéraire d'Afrique noire la même année.